# Spyro 2: Ripto's Rage!
Spyro 2: Ripto's Rage! é um jogo para PlayStation, produzido pela Insomniac Games e publicado pela Sony Computer Entertainment. Foi lançado nos Estados Unidos em 2 de novembro de 1999, na Europa e Austrália em 5 de novembro de 1999 e no Japão como em 16 de março de 2000.
Ripto's Rage é o segundo jogo da série Spyro, que se iniciou com Spyro the Dragon em 1998. O protagonista da série, Spyro, é colocado no mundo de Avalar. Um dinossauro mago, conhecido como Ripto, invade Avalar e enfeitiça alguns de seus moradores. Ídolos ganham vida e atacam seus criadores, esquimós são aprisionados em cubos de gelo e uma população de cavalos-marinhos têm a água do seu reino confiscada. O jogador, Spyro, deverá viajar através do mundo de Avalar e desfazer os feitiços de Ripto.

## Jogabilidade
Os dragões do jogo anterior foram substituídos por um totalmente novo elenco de personagens, incluindo fadas, animais robóticos, empresários robóticos, e muito mais. O reino de Avalar está dividido em três mundos, todos eles nomeados com o nome de uma estação do ano: Summer Forest (Floresta do Verão), Autumn Plains (Planície do Outono) e Winter Tundra (Tundra do Inverno). Todos os três mundos tem um certo número de fases, uma fase especial (denominada Speedway) e uma prisão em que os capangas de Ripto estão aprisionados para tentarem derrotar Spyro.
Os fluxos de jogabilidade são semelhantes ao primeiro jogo, com poucas variações de controle e das principais habilidades. Spyro pode atacar os inimigos com sua típica cabeçada ou soltando sua chama, embora diferentes inimigos possam exigir um determinado ataque para derrotá-los: inimigos com um metal blindado são imunes a chama de Spyro, e inimigos muito maior que ele são imunes a sua cabeçada. Ele também pode nadar agora. Ao usar as suas asas para deslizar, Spyro pode estender seu salto para uma considerável distância. Alguns níveis possuem grandes abismos que exigem que ele use essa habilidade. Todos os níveis do jogo possuem power-ups, que dão temporariamente para Spyro uma reforçada habilidade que lhe permite vencer novos inimigos, atingir novos domínios ou completar determinadas missões. Os power-ups são inativos no começo, mas quando se derrota um certo número de inimigos tornam-se disponíveis.

## História
Em Avalar, os residentes locais Elora, Hunter e Professor têm trabalhado em seu mais novo e maior portal. Durante uma das tentativas, Hunter entra com sua data de aniversário como a senha do portal, ativando-o e permitindo que um pequeno feiticeiro nomeado Ripto juntamente com dois grandes dinossauros, Crush e Gulp, entrem em Summer Forest. Identificando que a terra não tem dragões, Ripto declara que está indo tomar esse lugar para si, porém Elora é capaz de ativar o portal, instruindo as fadas para removerem os orbs elétricos do portal. Como Ripto começa a aterrorizar Avalar, Elora e Professor têm um plano para trazer um dragão, a fim de derrotar Ripto.
Spyro declara que precisa de férias e encontra um portal para Dragon Shores. No entanto, depois de viajar através do portal, Spyro não chega em Dragon Shores, e sim em Summer Forest. Ripto entra em cena e destrói o portal, opondo-se porque Elora e Professor conseguiram trazer um dragão para Avalar. Ripto é forçado a recuar quando seu cetro mágico é ativado. Spyro é convidado a ajudar a salvar o mundo de Avalar e derrotar Ripto.

## Recepção
O jogo foi, em geral, favorável a opiniões, e alguns consideram que ainda é melhor que o primeiro jogo, ampliamente elogiado. Muitos gozavam do fato de que o jogo foi salientado no humor, mas a sua duração relativamente curta e a fácil jogabilidade foram criticadas. As músicas também foram bem recebidas. O jogo já vendeu quase dois milhões de cópias.